# Cas multiplicatiu
El cas multiplicatiu és un cas gramatical emprat per marcar el nombre d'alguna cosa (ex: "tres vegades"). Aquest cas el trobem principalment en hongarès i en finès.
En finès aquest és un cas adverbial que es forma amb el sufix -sti, i que fet servir amb un nombre cardinal denota el nombre d'accions, per exemple, viisi (cinc) esdevé en multiplicatiu viidesti (cinc vegades). Usat amb adjectius es refereix al significat de l'acció, el que correspondria al sufix català -ment: nopea (ràpid) →nopeasti (ràpidament). També es pot utilitzar amb un reduït nombre de noms: leikki (jugar) → leikisti (només estava jugant amb tu, és una broma, no ho deia de debò). A més a més actua com a intensificador quan s'usa amb una paraulota: paskiainen (cabró) → paskiainensti (cabronàs).